# Projekt 1240
Projekt 1240 (v kódu NATO třída Sarancha) byl křídlový raketový člun sovětského námořnictva z doby studené války. Jediný postavený kus byl vyřazen roku 1991.

## Stavba
Jediný postavený raketový člun této třídy, označený MRK-5, byl roku 1973 spuštěn na vodu leningradskou loděnicí Primorskij. Do služby vstoupil 30. prosince 1977.

## Konstrukce
Hlavňovou výzbroj tvořil jeden 30mm kanón AK-630M se systémem řízení palby MR-123 Vympel. K ničení vzdušných cílů sloužilo dvojité vypouštěcí zařízení protiletadlových řízených střel 9K33M Osa-M, kterých bylo lodí neseno 20 kusů. Údernou výzbroj tvořily čtyři protilodní střely P-120 Malachit umístěné ve dvou dvojitých kontejnerech. Pohonný systém tvořily dvě plynové turbíny typu M-10 o celkovém výkonu 36 000 hp a dva diesely DRA-211 o celkovém výkonu 2000 hp. Poháněly lodní šrouby a pump-jety. Nejvyšší rychlost dosahovala 61,3 uzlu. Dosah byl 1250 námořních mil při rychlosti 36 uzlů a 640 námořních mil při rychlosti 45 uzlů.